# Ginásio Sebastião Cruz
O Ginásio de Esportes Sebastião Cruz é um ginásio poliesportivo localizado no bairro da Velha, no município de Blumenau, no estado de Santa Catarina, Brasil, com capacidade para 3.064 espectadores. Sedia diversos eventos esportivos de relevância regional, estadual e nacional, como ligas nacionais de vôlei, futsal e basquete. Nos anos 1990, recebeu grandes jogos da Liga Nacional B de basquete e também do Campeonato Nacional, abrigando jogos de times como Flamengo, Vasco, Botafogo, França e Uberlândia. Em 2019, o ginásio recebeu algumas modalidades dos Jogos Escolares da Juventude, realizado pelo Comitê Olímpico do Brasil.
Apelidado de Galegão por causa da origem germânica da população de Blumenau, foi projetado em 1967 pelo arquiteto Egon Belz, mas, não foi concluída na época, início de sua construção foi em 1968, entregue no ano seguinte com uma cobertura metálica plana, sem estilo arquitetônico definido, foi utilizada durante muito tempo. Nos últimos sete anos, o ginásio ficou abandonado e interditado pelo risco que o fechamento provisório oferecia. A recuperação do ginásio foi determinada pelo titular da Secretaria Municipal de Planejamento Urbano (Seplan), Walfredo Balistieri, e culminou, em novembro de 2007, com o projeto de reforma e adequação da proposta original. e reinaugurado em 2008 e passou pela primeira reforma em 2013
Na Superliga Brasileira 2009-10 recebia as partidas do time masculino do Soya/Blumenau/Furb/Barão o.Em 2011, as categorias de base do Brasil e Argetina disputaram no Galegão duas partidas amistosas em preparação ao Mundial.
Foi palco das partidas do Campeonato Sul-Americano de Clubes de 2024.